# Диксмур (Илиноис)
Диксмур (енгл. Dixmoor) град је у америчкој савезној држави Илиноис.

## Демографија
По попису из 2010. године број становника је 3.644, што је 290 (-7,4%) становника мање него 2000. године.
| Група             | 2000.         | 2010.         |
| Белци             | 933 (23,7%)   | 405 (11,1%)   |
| Афроамериканци    | 2.247 (57,1%) | 1.928 (52,9%) |
| Азијати           | 6 (0,2%)      | 2 (0,1%)      |
| Хиспаноамериканци | 716 (18,2%)   | 1.295 (35,5%) |
| Укупно            | 3.934         | 3.644         |